# École de l'abbaye de Roßleben
L'école de l'abbaye de Roßleben est un lycée indépendant agréé par l'État avec un internat intégré et un internat de jour à Roßleben, Thuringe. L'école est fondée en 1554 par Heinrich von Witzleben (de).

## Histoire

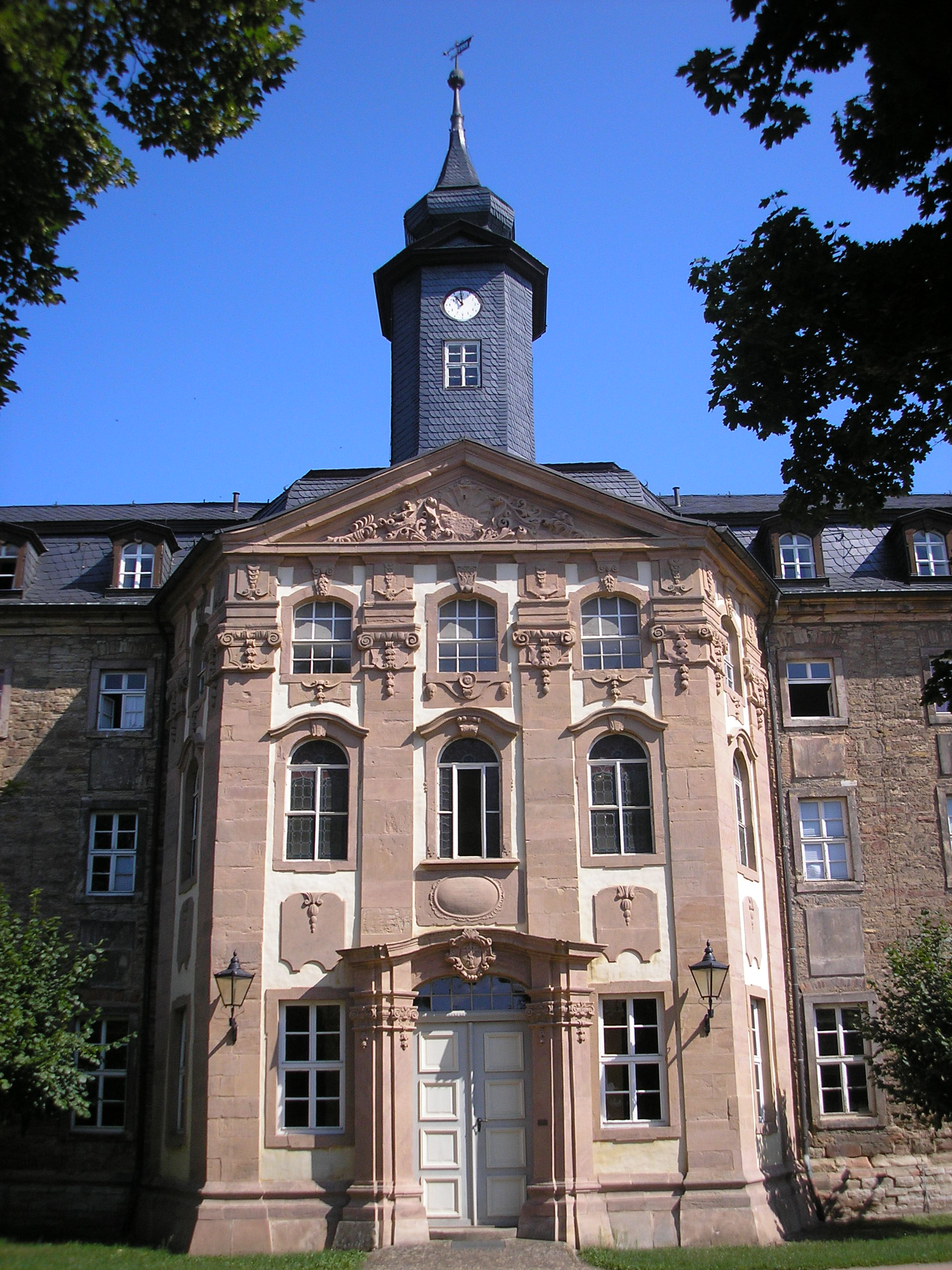
Avant-corps moyen.

### De l'abbaye à l'école de l'abbaye
Vers 1140, le comte Louis II de Wippra fonde une abbaye augustine sur les rives de l'Unstrut près de la colonie de Rostenleba. Le 27 avril 1142, l'abbaye reçoit le document de confirmation du pape Innocent II et le 21 février 1174, une lettre de protection de l'empereur Frédéric Ier. Ces deux documents sont encore aujourd'hui en possession de la fondation de l'école de l'abbaye de Roßleben et sont conservés en original dans les archives de la fondation.
Au milieu du XIIIe siècle, l'abbaye augustine est transformé en abbaye cistercienne. 50 religieuses vivent dans le couvent. Lorsque le juge de la cour du landgrave Christian von Witzleben (de) reçoit la moitié du château de Wendelstein en fief après la guerre des comtes de Thuringe (de), il devient également l'un des deux mécènes séculiers de l'abbaye.
L'abbaye est abandonnée à la suite de la Réforme au milieu du XVIe siècle.
En 1554, une école de garçons est fondée au nom du dernier vogt, le chevalier et docteur des deux droits, Heinrich von Witzleben (de). Les premiers plans ont déjà été réalisés en 1547. Georg Fabricius, élève de Philipp Melanchthon, est chargé de fonder l'école. Il est recteur de l'école princière Saint-Afra de Meissen depuis 1546. En tant qu'éphore de l'école de l'abbaye de Roßleben, Fabricius rédige sa première loi scolaire, les Leges ludi Vicelebiani.
Depuis la fondation de l'école en 1554, un membre masculin de la famille von Witzleben parmi les agnats de la Fondation de l'école du monastère de Roßleben est et est toujours administrateur héréditaire.

### De la fondation au grand incendie
À partir d'avril 1554, le premier professeur de l'école de l'abbaye de Rossleben, Salomo Rhode, enseignait deux heures par jour à 18 élèves. En septembre, le nombre d'élèves est passé à 56 et Isaak Faust de Wittenberg est nommé premier recteur. À partir de 1556, trois professeurs enseignent à environ 60 élèves répartis en trois classes. Les premières matières enseignées sont les langues anciennes, la philosophie, la religion, la rhétorique, la logique et la musique.
En 1639, 1 435 élèves ont déjà étudiés à l'école. À la suite de la guerre de Trente Ans, l'école doit être fermée et n'est rouverte qu'en 1675 grâce à Wolf Dietrich Arnold von Witzleben (de).
Le Vendredi saint 1686, un incendie majeur détruit presque tout le village de Roßleben, y compris le bâtiment de l'abbaye. Seul le presbytère reste intact. Par chance et coïncidence, 85 anciennes chartes et documents sont sauvés de la bibliothèque. Y compris les originaux des documents papaux et impériaux.

### La reconstruction jusqu'au national-socialisme
En 1727, la construction du bâtiment actuel de l'école commence et est solennellement inaugurée le 2 janvier 1742. Le plan est conçu par l'inspecteur des travaux publics du prince-électeur JH Lobenstein, qui dirige également la construction. La première pierre de la nouvelle église est posée le 4 octobre 1751, mais la construction n'avance que lentement. En 1755, il faut également construire l'écluse de l'Unstrut toute proche. Après le début de la guerre de Sept Ans en 1756, la construction, déjà achevée jusqu'au toit, stagne complètement et tombe en ruine au cours des années suivantes..
Après la bataille d'Iéna en 1806, l'école de l'abbaye de Roßleben est utilisée comme hôpital militaire par les troupes prussiennes lors de leur retraite. À la suite du Congrès de Vienne en 1815, au cours duquel des régions auparavant saxonnes sont cédées à la Prusse, il y a des désaccords politiques entre les étudiants pro-saxons et pro-prussiens de l'école, mais ceux-ci sont surmontés par l'administrateur héréditaire Georg Hartmann von Witzleben (de). et le recteur Benedikt Wilhelm.
De 1844 à 1866, l'éducateur August Friedrich Moritz Anton (de) est recteur de cette école traditionnelle, après y avoir commencé son service en 1822, d'abord comme adjunctus.
En 1875, le monument du lion est érigé dans le parc de l'école de l'abbaye en l'honneur des étudiants de l'abbaye tombés lors des guerres de 1866 et 1870/71. À cette époque, Hartmann von Witzleben est l'administrateur héréditaire de l'institution.
Vers 1880, il y a déjà sept classes avec plus de 100 élèves et 13 professeurs. De plus, des changements structurels remettent l'école au goût du jour. Vers 1910, le gymnase, le chauffage central, les sanitaires, trois terrains de sport, l'établissement balnéaire et le hangar à bateaux, les maisons du recteur et des professeurs, une infirmerie et la maison du locataire du monastère sont construits. L'administrateur héréditaire à cette époque est Heinrich von Witzleben-Alt-Doebern (de).
Après deux ans de construction, la nouvelle église de l'abbaye dans l'aile nord est finalement inaugurée en 1913. L'installation de l'orgue, unique pour la région d'Allemagne centrale, doit être soulignée - construite par l'atelier de facture d'orgues Dalstein & Haerpfer de Lorraine.

#### Résistance contre le régime national-socialiste
Après la prise du pouvoir par les nationaux-socialistes en 1933, l'administrateur héréditaire de l'époque, Wolf-Dietrich von Witzleben (de), tente de protéger le caractère unique de l'école de l'abbaye de Roßleben de la prétention au pouvoir de l'État nazi, malgré les nouveaux programmes prescrits, et pour maintenir le mécénat de la fondation. Sa résistance constante à toutes les intentions de nationalisation contribue de manière significative à empêcher la conversion de l'école de l'abbaye en une institution d'enseignement politique nationale. Il est assisté du directeur principal des études Kurt Sachse en tant que recteur. Les mots clés "deo, patriae, litteris" – « Dieu, la patrie, la science » – doit continuer à façonner l'éducation.
De nombreux anciens élèves du couvent rejoignent la résistance contre le régime national-socialiste. Six diplômés de l'école de l'abbaye, Nikolaus Christoph von Halem (de), Peter Yorck von Wartenburg, Ulrich Wilhelm Schwerin von Schwanenfeld, Egbert Hayessen, Wolf-Heinrich Graf von Helldorff et Heinrich von Lehndorff-Steinort, ainsi que le membre du donateur famille, le maréchal Erwin von Witzleben, sont exécutés à Plötzensee pour leur participation à l'attentat contre Adolf Hitler le 20 juillet 1944.

#### Nationalisation et réunification
Après la Seconde Guerre mondiale, la Fondation de l'école de l'abbaye de Roßleben est expropriée dans la zone d'occupation soviétique. Dix-sept élèves, cinq enseignants et le concierge de l'école de l'abbaye sont dénoncés comme étant de prétendus Werwolfs et arrêtés par la police militaire soviétique. Le concierge et deux enseignants sont exécutés immédiatement après leur arrestation, 15 des élèves et les trois enseignants restants sont internés dans les Buchenwald et Sachsenhausen (de). Pendant la détention, deux des enseignants et trois des étudiants sont morts des conditions de détention. Certains des étudiants emprisonnés sont déportés dans des camps de travail en Union soviétique et le dernier étudiant n'est rentré chez lui qu'en 1955. En 1995, le Bureau du procureur général de la fédération de Russie réhabilité pleinement tous les condamnés.
À l'époque de la RDA, l'école est gérée comme un lycée prolongé (EOS) avec une orientation linguistique (cours de russe depuis 1952) à partir du 28 août 1949 sous le nom d'école Goethe. Même pendant cette période, les enseignants et les éducateurs, en particulier sous la direction de longue date du directeur Ernst Bösemüller, essayent de préserver les valeurs morales traditionnelles de cette école. Cela se traduit surtout par des activités artistiques, créatives et sportives. Le travail productif obligatoire des élèves se fait à la mine de potasse de Rossleben et plus tard dans d'autres entreprises, comme par exemple à la Kyffhäuserhütte Artern (de).
Après la réunification, le groupe scolaire, qui a grand besoin de rénovation, est rénové à grands frais sous la direction de Friedrich-Karl von Witzleben. Par exemple, un vitrail qui a été détruit à l'époque de la RDA est reconstruit dans la chapelle qui est transformée en "salle des fêtes Karl Marx". La Fondation de l'école de l'abbaye de Roßleben, qui a récupéré le terrain de l'école et des parties de l'ancienne propriété de l'abbaye, mais pas les anciens 286 hectares de terres agricoles, conclut un contrat d'utilisation avec l'arrondissement d'Artern (de) jusqu'en 2017 en tant que propriétaire du campus scolaire qui s'étend désormais sur huit hectares. Ce contrat est ensuite reconduit par l'arrondissement de Kyffhäuser. En tant qu'organisme scolaire, l'arrondissement de Kyffhäuser gère le lycée d'État "École de l'abbaye" de Roßleben, dirigé par Erich Hofereiter, dans les locaux de la fondation.

### Aujourd'hui
Le 18 décembre 2008, le contrat d'utilisation entre l'arrondissement de Kyffhäuser et la fondation de l'école de l'abbaye de Roßleben est résilié avant terme d'un commun accord. La fondation reprend ainsi la gestion de l'école, sous la direction de Christian von Witzleben. Par décision du ministère de la Culture de Thuringe (de) du 25 juin 2009, le lycée d'État "École de l'abbaye" de Rossleben est dissous et remplacé par l'école de l'abbaye de Rossleben en tant que lycée à gestion libre. L'administrateur de l'héritage est actuellement le docteur Moritz von Witzleben.
Actuellement, environ 390 élèves étudient à l'école de l'abbaye de Roßleben. L'internat dispose de 110 places. Les frais de scolarité pour les élèves locaux de l'arrondissement de Kyffhäuser sont pour l'instant pris en charge par l'arrondissement.

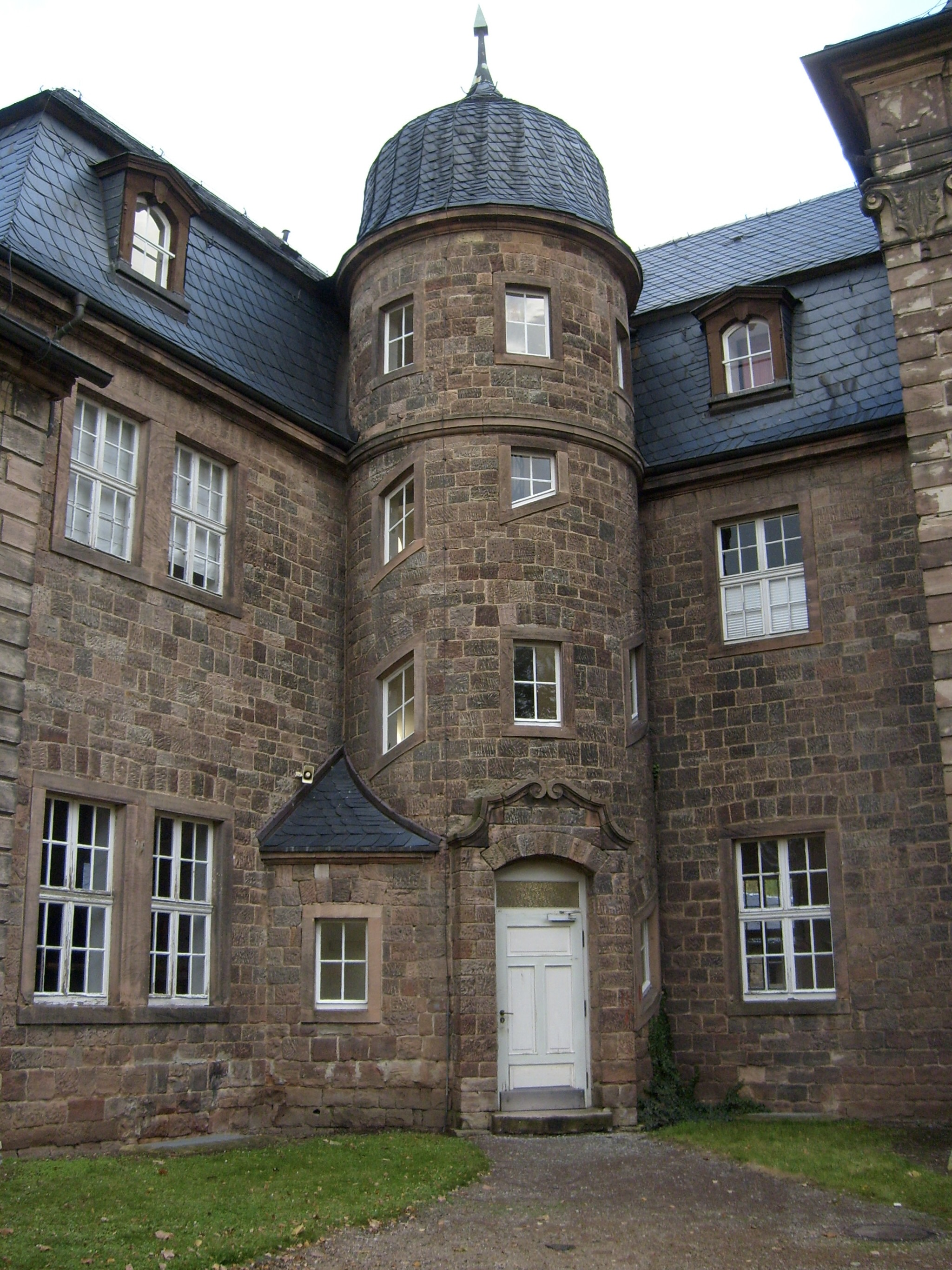
L'ancienne tour de physique.
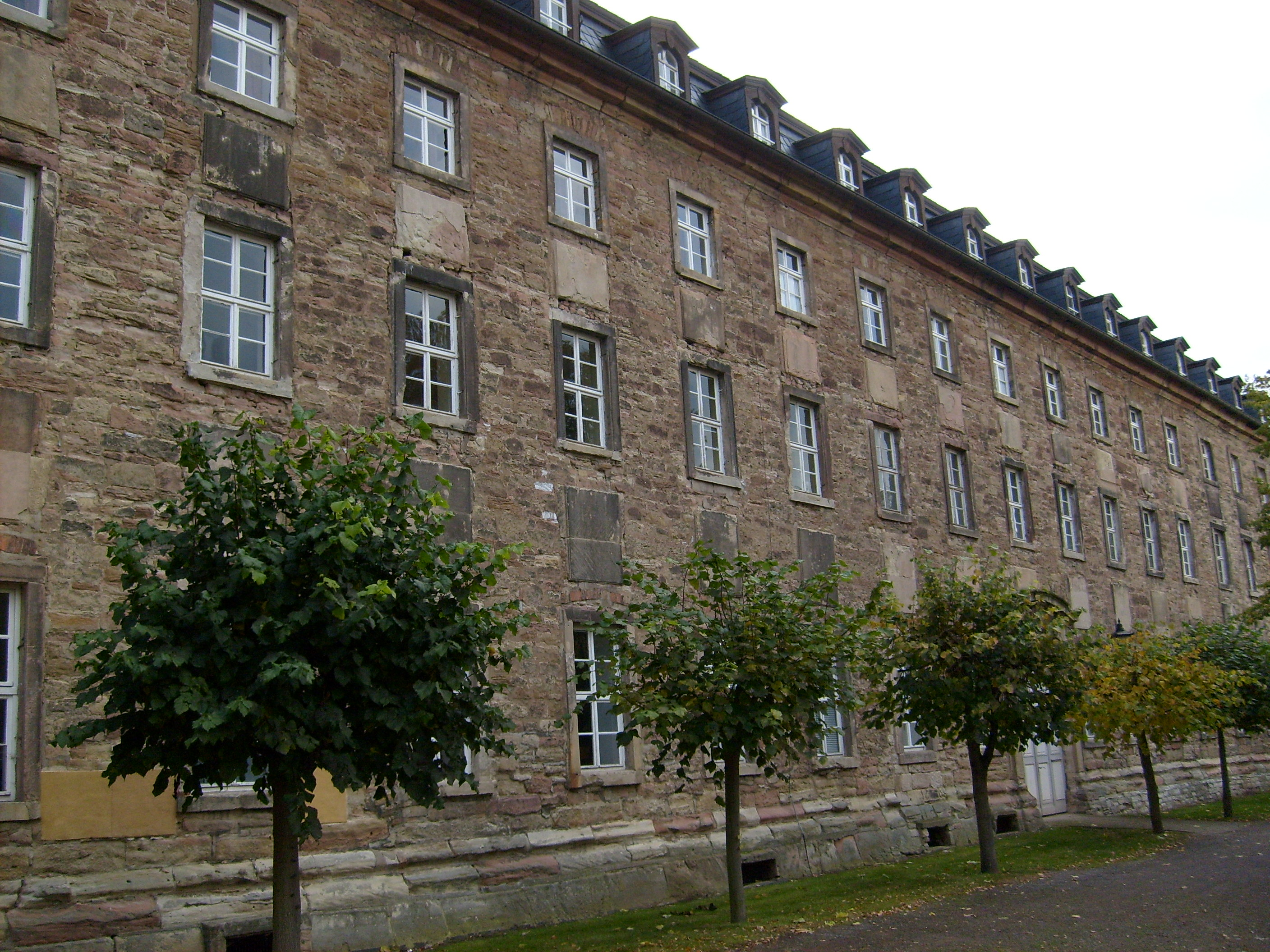
Vue du parc (côté ouest).
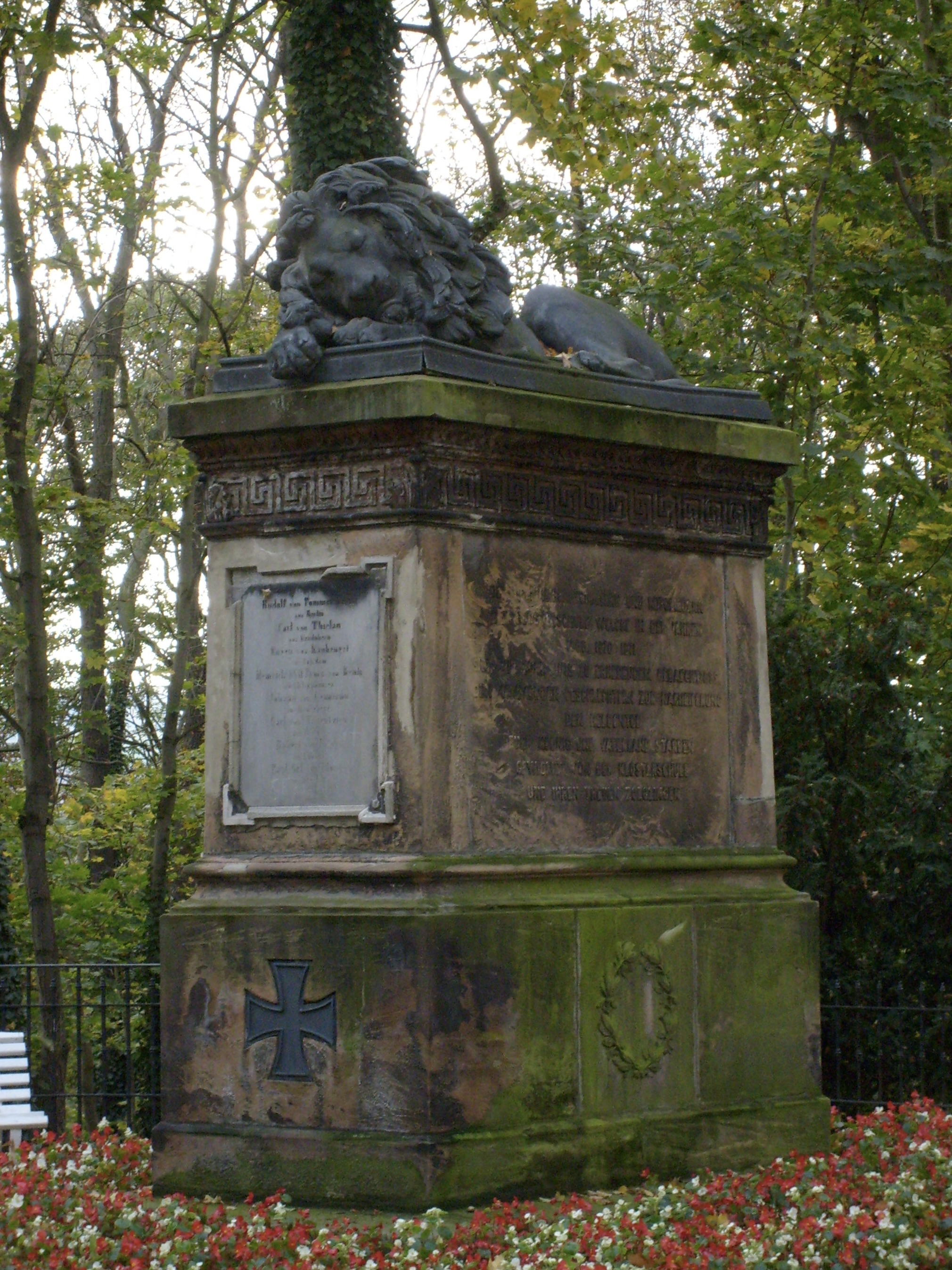
Monument du lion dans le parc.
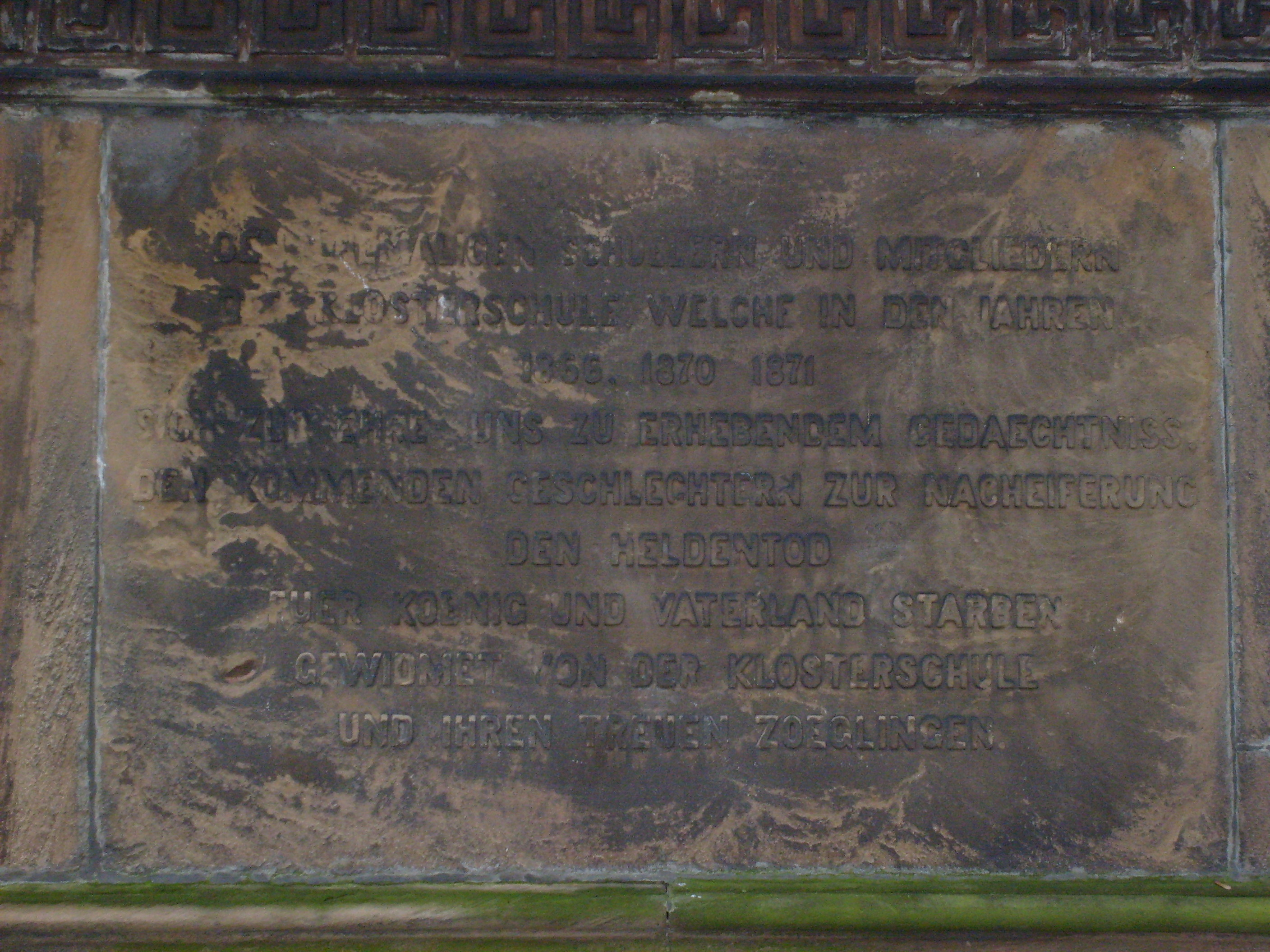
Inscription sur le Monument du Lion.
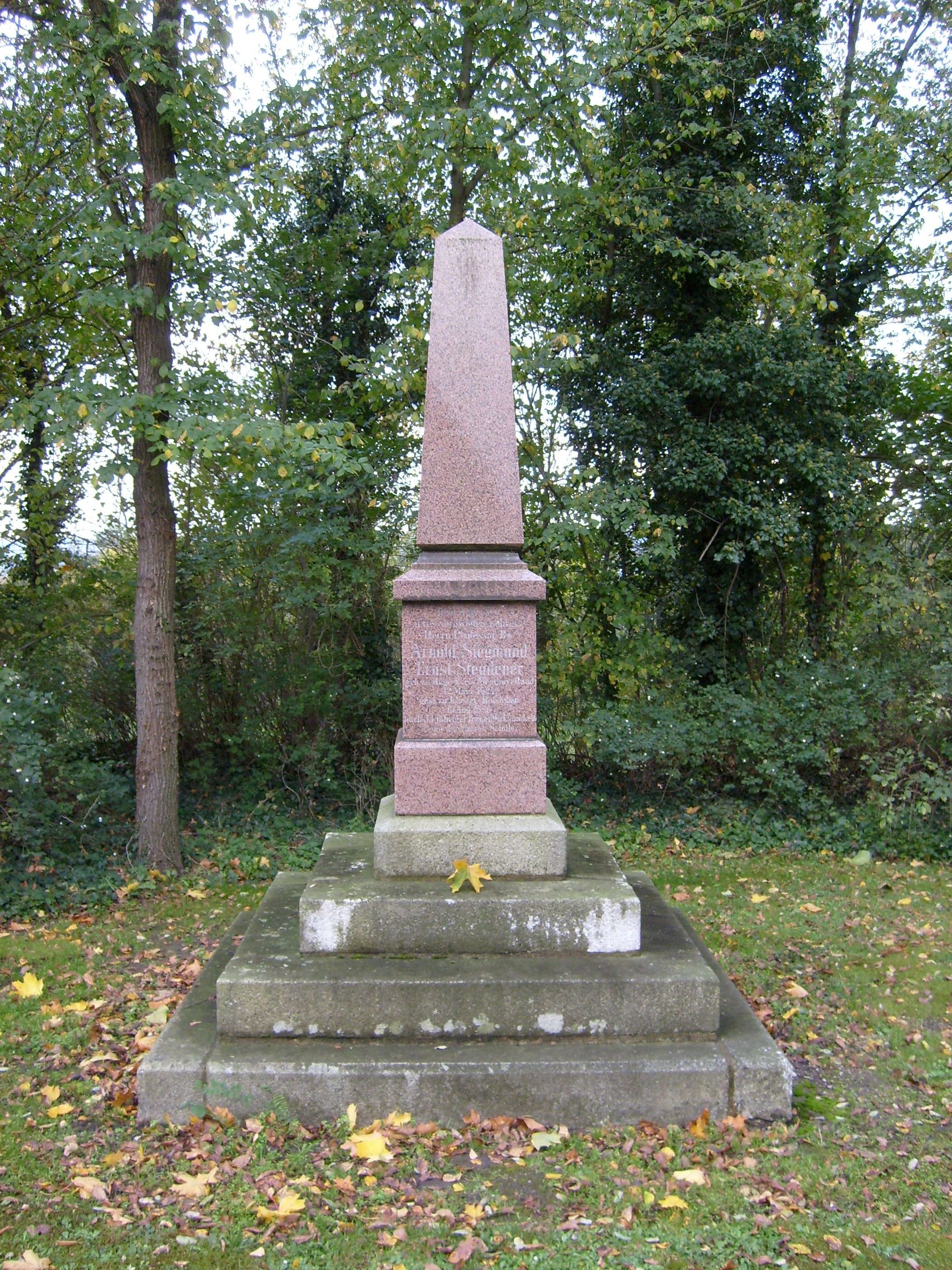
Obélisque pour Arnold Siegmund Ernst Steubener dans le parc.
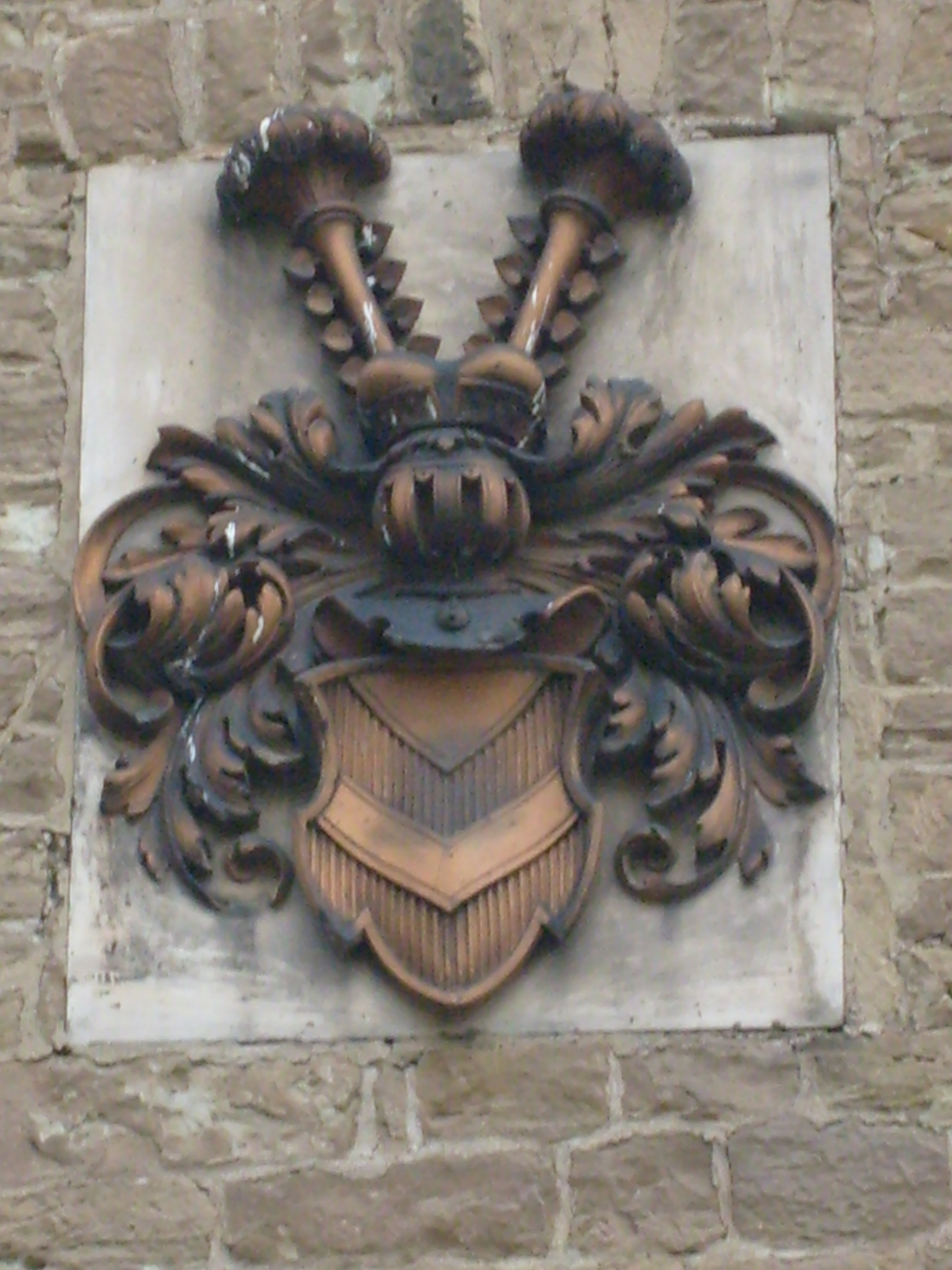
Armoiries à la salle des sports.
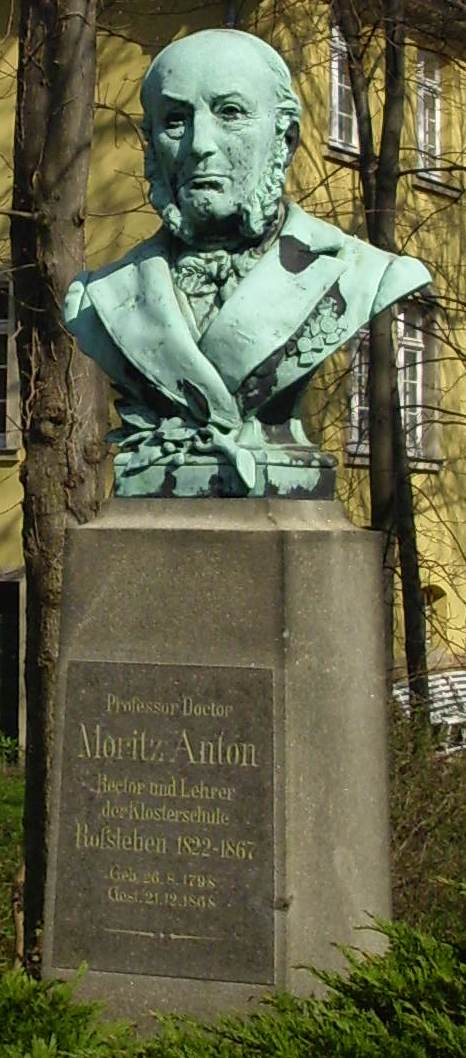
Buste commémoratif d'August Friedrich Moritz Anton (de).

## Anecdote
Pour le long métrage allemand Spieltrieb (de), quelques plans extérieurs sont tournés à l'internat de Roßleben.

## Directeurs
- 1554-1557 Isaak Faust
- 1557-1564 Michael Schultes
- 1564-1565 Philipp Seidler
- 1565-1567 Thomas Venatorius
- 1567-1575 Johann Eckstrophius
- 1575-1585 Zacharius Crauel
- 1585-1592 Johann Fertsch
- 1592-1597 Matthäus Meldner
- 1597-1623 Christian Bodenstein
- 1623-1627 Christian Siegel
- 1627-1633 Joachim Knape
- 1633-1634 Daniel Heimburger
- 1634-1639 Sebastian Meiz
- 36 ans d'interruption de l'enseignement à la suite de la guerre de Trente Ans
- 1675-1679 Andreas Stier
- 1680-1686 Jakob Schmalz
- En raison de l'incendie du monastère, l'école reste fermée pendant 56 ans
- 1742-1785 Johann Gottfried Schmutzer
- 1786-1800 Friedrich Benignus Jakob Ludwig Strack
- 1800-1837 Benedict Wilhelm
- 1838-1842 Theodor Herold
- 1842-1866 Moritz Anton
- 1866-1869 Gustav Lothholz
- 1869-1883 Christian FriedrichWentrup
- 1883-1887 Friedrich Ludwig Scheibe
- 1887-1892 Julius Neumann
- 1892-1899 August Heilmann
- 1899-1903 Gustav Sorof
- 1903-1908 Johannes Biereye
- 1908-1917 Hermann Schmidt
- 1917-1921 Walther Michaelis
- 1921-1934 Ulrich Heinemann
- 1934-1942 Kurt Sachse
- 1942-1945 Theodor Meyer
- 1945-1946 Karl Most
- 1946-1949 Friedrich Istel
- 1949-1952 Friedrich Pätzold
- 1952-1954 Alfred Meißner
- 1954-1956 Werner Jeschke
- 1956-1962 Edmund Haase
- 1962-1987 Ernst Bösemüller
- 1987-1990 Frau Elke Lohse
- 1990-2004 Erich Hofereiter
- 2004-2014 Liliana Meyer
- 2014-2021 Gernot Gröppler
- 2021- Thomas Hecker

## Professeurs
- Johannes Wilhelm Boysen (de) (1834–1870), poète, professeur de 1862 à 1864
- August Matthes (de) (1858-1945), théologien, directeur et aumônier scolaire de 1890 à 1895
- Walter Bubbe (de) (1890-1970), philologue classique, à Roßleben de 1918 à 1960, dernier professeur principal

## Étudiants et diplômés
- Ägidius Gutbier (de) (1617-1667), théologien, orientaliste et professeur de lycée
- Johann Jakob Lungershausen (de) (1665–1729), théologien, professeur d'université à Iéna et surintendant de Mühlhausen
- Friedrich Wilhelm Heinrich von Trebra (de) (1740-1819), capitaine en chef des mines saxonnes
- August Thieme (de) (1780-1860), poète du cercle poétique weimarien (élève de 1792 à 1798)
- Karl Georg Jacob (de) (1796–1849), philologue et historien
- Theodor Franz Christian von Seckendorff (de) (1801–1858), diplomate prussien
- Hartmann von Witzleben (1805-1878), haut président de la province de Saxe et administrateur héréditaire de l'école de l'abbaye de Roßleben
- Carl Ludwig Nietzsche (de) (1813-1849), pasteur protestant et père du philosophe Friedrich Nietzsche (élève de 1828 à 1833)
- August Nebe (de) (1826-1895) pasteur à Roßleben et historien.
- Alfred Hoche (1865–1943), psychiatre et neurologue, co-auteur de l'ouvrage Die Freigabe der Vernichtung lebensunwerten Lebens (1920)
- Lutz Schwerin von Krosigk (1887-1977), ministre des Finances du Reich et en 1945 "ministre dirigeant du gouvernement intérimaire du Reich" Dönitz (élève de 1893 à 1905)
- Hans von Kanitz (1841–1913), député du Reichstag de la Confédération d'Allemagne du Nord, de la chambre des représentants de Prusse et du Reichstag de 1889 à 1913
- Georg von Kanitz (1842–1922), maréchal de cour, vice-maître de cérémonie, député du Reichstag
- Wilhelm von Kanitz (1846–1912), Generalleutnant prussien
- Wichard von Rochow (de) (1848–1921), homme politique, député de la chambre des seigneurs de Prusse, président de l'association de la famille von Rochow (de)
- Karl von Waldow und Reitzenstein (de) (1858–1945), député du Reichstag, grand propriétaire terrien, commendataire de l'Ordre de Saint-Jean de Jérusalem
- Victor Borosini von Hohenstern (de) (1872–1968), officier et diplomate austro-allemand
- Hans Klaus von Werder (de) (1892–1972), aide de camp du prince Eitel-Frédéric de Prusse ainsi que président fédéral de la Semper talis Bund (1953-1971).
- Friedrich von Kessel (de) (1896-1975), député du Landtag de Basse-Saxe (GB/BHE)
- Wolf-Heinrich von Helldorf (1896-1944), député du Reichstag, chef de la police de Berlin en 1935, exécuté après l'attentat contre Hitler à la prison de Berlin-Plötzensee (élève de 1909 à 1910)
- Albrecht von Kessel (1902-1976), diplomate allemand, faisait partie du cercle de Kreisau et du cercle d'amis autour d'Adam von Trott zu Solz
- Wichard d'Alvensleben (de) (1902-1982), agriculteur et forestier et a libéré en 1945, en tant qu'officier allemand, d'éminents otages SS dans le Tyrol du Sud
- Ulrich Wilhelm Schwerin von Schwanenfeld (1902-1944), officier d'ordonnance auprès du maréchal Erwin von Witzleben, exécuté après l'attentat contre Hitler à la prison de Berlin-Plötzensee (élève de 1919 à 1921)
- Peter Yorck von Wartenburg (1904-1944), cofondateur du cercle de Kreisau, cousin des frères Berthold et Claus von Stauffenberg, exécuté après l'attentat contre Hitler à la prison de Berlin-Plötzensee (élève de 1920 à 1923)
- Paul Yorck von Wartenburg  (1902-2002), frère de Peter Yorck von Wartenburg, premier consul de la République fédérale d'Allemagne en France (élève de 1915 à 1920)
- Nikolaus Christoph von Halem (de) (1905-1944), juriste, exécuté à la prison de Berlin-Plötzensee après l'attentat contre Hitler (élève de 1918 à 1922)
- Johann Adolf Graf von Kielmansegg (de) (1906–2006), général quatre étoiles de la Bundeswehr, commandant suprême des forces alliées Europe centrale de l'OTAN (1967-1968), commandeur de la Légion d'honneur
- Heinrich von Lehndorff (1909-944), exécuté à la prison de Berlin-Plötzensee après l'attentat contre Hitler (élève de 1925 à 1927)
- Gustave de Sayn-Wittgenstein-Berlebourg (1907–1944), chef de la maison de Sayn-Wittgenstein-Berlebourg, officier allemand, disparu en Russie, (élève de 1922 à 1925).
- Eberhard von Breitenbuch (1910-1980), fait partie du cercle des résistants contre Adolf Hitler, ingénieur forestier diplômé, maître forestier en chef, Rittmeister et en dernier lieu propriétaire terrien à Remeringhausen am Deister, chevalier de droit de l'ordre de Saint-Jean.
- Johannes Steinhoff (1913–1994), pilote de chasse pendant la Seconde Guerre mondiale, général quatre étoiles de la Bundeswehr et inspecteur de la Luftwaffe, président du comité militaire de l'OTAN (1971-1974).
- Egbert Hayessen (1913-1944), carrière militaire, à partir de novembre 1943 dans l'état-major du général Olbricht, exécuté après l'attentat contre Hitler à la prison de Berlin-Plötzensee (élève de 1924 à 1933)
- Joachim-Hermann Scharf (de) (1921-2014), anatomiste et biologiste
- Rainer Kirsch (de) (1934-2015), écrivain et poète (baccalauréat 1953), peintre et artiste